# 下流話
下流話是使用圖形文字意像在性交之前和期間以提高性快感的做法。這是愛撫的一部分。
下流話可以包括生動的色情描述、黃色笑話、性命令和髒話。這可以是對情人所说的悄悄話，亦可以用在撥電話或書信之中。

## 外部連結
- How to talk dirty at About:sexuality（页面存档备份，存于）
- Sexual communication at BBC HealthArchive.today的存檔，存档日期2013-01-14